# Conductus
La palabra conductus se deriva del verbo latino conducere, 'conducir, acompañar, llevar'; pl. conductus, cunducti. El conductus, junto con el órganum y el motete, son las formas musicales más importantes del Ars antiqua.

## Terminología
- Caudae, caude: es la raíz latina de coda, término usado modernamente en musicología de los siglos XII y XIII. Es una sección melismática pura, melodía sin texto, en notación modal, frecuentemente muy extensa, añadida en las últimas sílabas del texto que se repite en cada estrofa de los conductus para embellecerlos. Las cauda realizan un papel de terminación e introducen elementos de contraste y variedad que dan salida a la creatividad de los compositores.

- Conducti: es uno de los términos, junto a conductus y versus procesionales, con que se designaban los cantos procesionales que se ejecutaban en cantus firmus dentro del templo durante la Edad Media. Según incluyan o no melisma, se clasifican en dos tipos: conductus cum cauda y conductus sine cauda.

- Prosula: término que identifica el texto que se añadía a un melisma en composiciones polifónicas existentes.

## Historia
En música medieval, conductus es un tipo de composición vocal de una a cuatro voces en verso latino, usado en su forma inicial, monódica, en la liturgia cristiana.
Según algunos autores, su origen se encuentra en los tropos del Introito de la Misa, cuando en el Norte de España y Sur de Francia, buscando el paralelismo neuma-sílaba en el siglo XI, se comenzó a asociar un sonido a cada sílaba del texto de los melismas del canto gregoriano; otros sostienen que su antecesor son los himnos procesionales.
Inicialmente, antes del siglo XII, se lo conocía como versus; era la etapa del conductus monofónico, como Beata viscera, en los que la misma melodía se repite en cada estrofa. En el siglo XII, el conductus era habitual en Santiago de Compostela, donde aparece en el Códice Calixtino (1140). Otra fuente importante de esta forma musical se encuentra en el manuscrito de San Marcial, París, Biblioteca Nacional, Lat. (1154).
Primitivamente, eran cánticos que se entonaban en la procesión que se efectuaba en el templo cristiano durante las ceremonias religiosas, cuando se desplazaba el Leccionario, libro que se leía en el oficio, desde el lugar donde se conservaba hasta el ambón o al lugar donde iba a leerse en voz alta.
Surgido inicialmente en el entorno litúrgico, al evolucionar se adaptó al entorno profano. No es música litúrgica, aunque se desarrolla a partir de fuentes muy cercanas a la liturgia. Se componía para celebrar actos históricos religiosos o profanos.
- Los textos litúrgicos y para-litúrgicos, normalmente hacían referencia a desplazamientos procesionales, lamentos de los funerales, se componían específicamente para una fiesta de la iglesia o relataban la vida de un santo.
- Los profanos suelen tratar temas históricos, morales y grandes sucesos políticos: coronación de reyes u obispos, su muerte, convocatoria de Cruzadas, críticas de la sociedad o de la iglesia, etc.

Las canciones procesionales se ejecutaban en cantus firmus, siendo también conocidas como conducti y versus procesionales.
En el siglo XII perdió su carácter monódico bajo la influencia del motete y al igual que éste, acabará orientándose hacia el dominio profano. Una de sus aportaciones más importantes a la música, junto al discanto, fue dar salida a la creatividad e inventiva de los compositores al separarse del repertorio litúrgico tradicional, el canto gregoriano, que no permitía ninguna creatividad musical.
En la segunda mitad del siglo XII, incorporó las técnicas del órganum avanzado, convirtiéndose en conductus polifónico, en el que la vox principalis, el tenor, apoya otras voces que simultáneamente interpretan el mismo texto y ritmo. A finales del siglo XII, encontramos conductus a dos voces, y a comienzos del XIII, conductus de tres y cuatro voces, como Salvatoris hodie de Perotin para la Circuncisión.
Alcanzó su máximo desarrollo entre mediados del siglo XII y mediados del XIII en la Escuela de Notre Dame de París, donde los compositores más destacados fueron los magister Leoninus, 1135–†1201, y Perotinus, 1183–†1238.
Franco de Colonia, en su Ars cantus mensurabilis (1260), describe el conductus; aproximadamente:

Conductus es una composición polifónica para una nueva melodía,
la vox principalis, a la que se añade una segunda —duplum— en estilo discanto.
Puede añadirse una tercera —triplum— y una cuarta voz —quadruplum—.
Cada voz es siempre consonante con las anteriores.

e indica cómo componerlo:

Primero hacer una melodía, lo más bella posible,

usarla como el tenor con el que se construye la polifonía.

Está documentado por el Anónimo IV, siglo XIII, que menciona fuentes que contenían conductus sin caudae y conductus a dos y tres voces con caudae. También se han conservados conductus alemanes del siglo XIV e ingleses de los siglos XII al XV. Jacobo de Lieja, teórico del siglo XIV y defensor del Ars antiqua frente al «inmoral y lascivo» Ars nova, en su Speculum musice, se quejaba del desinterés por el conductus. Entre los teóricos musicales que estudiaron el conductus, figuran Johannes de Garlandia y Franco de Colonia que mencionaba la belleza de la melodía del tenor.
La iglesia fue perdiendo interés en esta forma musical, utilizándose principalmente en composiciones para- litúrgicas y de entorno profano. Un ejemplo conocido de su evolución, es el conductus Veris ad imperia, danza popular en el que las exclamaciones Eia evocan la Naturaleza y la Primavera. A lo largo del siglo XIII, incorporó las técnicas del organum florido, dando lugar al motete, una forma musical que finalmente le reemplazó en la segunda mitad del siglo XIII.

## Características
- No es música litúrgica, aunque sus fuentes se encuentran en la liturgia.
- Se componían para celebrar actos importantes religiosos o profanos, como los lamentos de los funerales o el bautizo y coronación de obispos, reyes, nobles y personalidades importantes.
- Con el conductus polifónico se da por primera vez una composición totalmente nueva; la melodía y el texto de todas las voces son de nueva creación, no utilizándose composiciones existentes.
- Todas las voces tienen la misma tesitura y el mismo texto (al contrario que en el motete de esta época).
- El conductus es frecuente en tropos del Benedicamus Domino, donde el tropo constituye la voz principal del canto polifónico, mientras que la voz organal canta simultáneamente el mismo texto con el mismo ritmo.

### Composición musical
- Como forma musical, podría considerársele como un tropo, aunque se diferencia de este y de la secuencia en que su melodía habitualmente es original, de nueva creación, escrita específicamente para su texto.
- Su estructura rítmica uniforme y homorrítmica, asocia una nota a cada sílaba del texto, se utiliza en todos los tipos de conductus, excepto en los conductus caudae melismáticos con largos melismas en la primera y última sílaba de cada verso, en los que habitualmente varía el modo rítmico de las voces.
- El estilo general silábico y homofónico, constituye una de sus características más importantes.

Hay un sentimiento acórdico bastante generalizado: en la Edad Media, el estilo conductus hacía referencia a la homofonía, todas las voces interpretan simultáneamente el mismo texto con la misma tesitura y el mismo ritmo.
- Existen composiciones primitivas monofónicas, una voz, y polifónicas, más evolucionadas, a dos, tres y cuatro voces; siendo estas últimas las más abundantes.

Los conductus polifónicos se diferencian de los primitivos, monofónicos, en que el cantus firmus de la vox principalis habitualmente es texto de nueva creación interpretado simultáneamente por las otras voces.
Según el teórico Walter Odington, el tenor también puede ser una melodía ya existente; como el conductus profano Veris ad imperia con tenor basado en una canción de danza.
- Escritura: se escribía en forma de partitura, anotándose el texto debajo de la parte tenor.
- Interpretación: se podía interpretar con instrumentos musicales; el órgano en los conductus litúrgicos y otros instrumentos en los de entorno profano.

### Composición literaria
- Trata tanto temas religiosos como profanos.
- Está constituido por poemas estróficos originales, escritos específicamente para esa melodía.
- El texto es en latín, formado por estrofas iguales, aunque a diferencia del himno procesional, normalmente carece de estribillo.

### Forma
La forma del conductus es similar a la de los himnos, forma estrófica en la que cada estrofa lleva la misma melodía. Normalmente cada verso lleva una melodía distinta, aunque puede repetirse.
A veces podemos encontrar las siguientes formas:
- aabc
- abab
- aabb.

Algunos conductus tienen estribillo, siendo así su forma más parecida a la de la canción profana.

### Interpretación
La notación de la música anterior a 1200, no aporta indicaciones sobre el ritmo, aunque en el cantus firmus se acepta un ritmo ternario lento. No se ha determinado con precisión el modo que se utilizaba en los conductus simples. En los polifónicos y en especial en las caudae es habitual que el ritmo varíe entre repeticiones.
Los conductus se interpretaban durante los desplazamientos procesionales que se realizaban durante la ceremonia religiosa en los templos cristianos. Se podían acompañar con instrumentos musicales, el órgano, cimbal o tymtinabulum, citharas, liras, organistrum, etc. en los litúrgicos y en entorno profano con instrumentos como tambores, tibias, fidulas, etc.
En el Codex Bamberg (Ba, 105), el conductus In seculum viellatoris (en el siglo de los tañedores de vielas), hace mención expresa a la viela.
El texto de Ludus Danielis, aprox. 1140, conductus silábico coral a dos voces, menciona el uso del timbal y la cítara con esta forma musical.

...
Simul omnes gratulemus,
Resonet tympana,
Citharistae tangant chordas,
Musicorum organa
Resonet ad eius…
...
Congratulémonos todos juntos,
Resuene el tympana (timbales),
Que los citaristas pulsen las cuerdas,
Resuene el organa
(la música de los organa)…

## Tipos
Según el autor consultado, existen varios tipos: monofónicos, polifónicos, simples, melismáticos, silábicos, conductus sine caudae, conductus cum caudae, etc. Musicalmente, existen dos tipos principales: monofónicos y polifónicos; ambos pueden incluir diversas características, ser o no melismáticos, tener o no cauda, etc.

### Conductus monofónico
El conductus monofónico o monódico es la forma primitiva del conductus; entre 900 y 1100 fue conocido como versus. Está formado por estrofas iguales; su melodía se repite en cada estrofa. Ejemplo: O Maria o Felix, conductus monofónico dedicado a la Virgen María.
El conductus simple o simplex es una composición a una sola voz descrita por Bury de St. Edmundo en su copia del Anónimo IV, al comentar el conductus Beata viscera. Características:
- El conductus simple no tiene cauda.
- Su melodía tenor es silábica, cada nota se asocia a una sílaba, de estilo discanto. Normalmente conservaba el paralelismo neuma-sílaba.
- La melodía se repite en cada estrofa.
- Su texto estrófico, es similar a un himno.

Ejemplo.: Beata viscera Maria virginis, un bello ejemplo de conductus monofónico, con música de Perotin (ed. Thurson, pág. 124-125) y texto con estrofas de Walter de Chatillon (siglo XII), Manusc. Wolfenbüttel 1099 (W2).
Desde Choral Wyki, CPDL, versión motete, cinco voces a cappella (texto y partitura: Viscera (William Byrd) (multimedia: ).

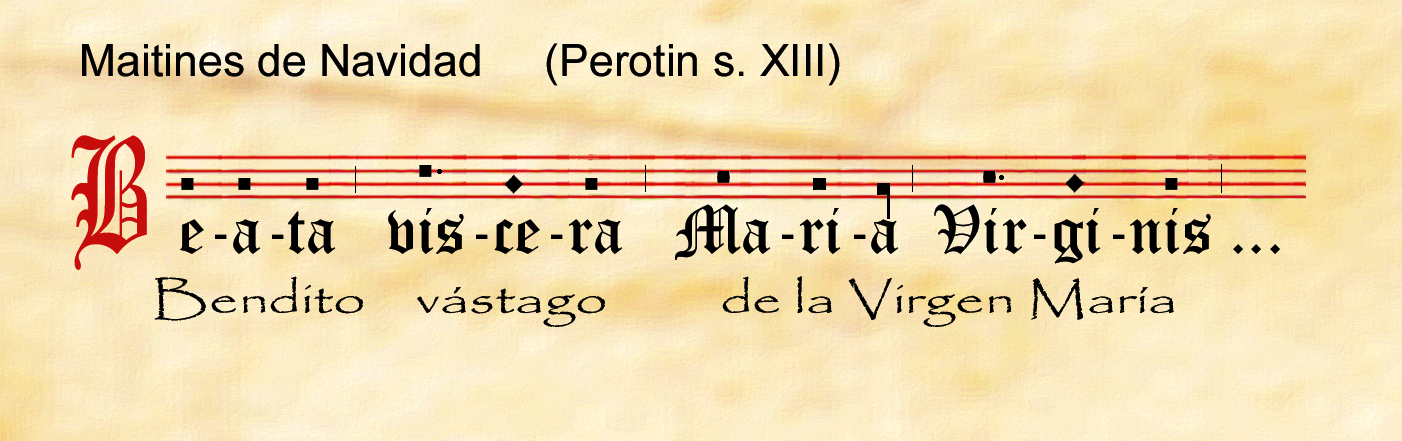
Conductus monofónico Beata viscera dedicado a la Virgen María, del Maitines de Navidad; autor musical: Perotin, texto: Walter de Chatillon. Copia moderna.

El conductus silábico por su estilo literario podría considerársele como un tropo, aunque musicalmente se diferencia de esta forma musical y de la secuencia en que utiliza melodías de nueva creación. Ejemplo: Ludus Danielis, aprox. 1140, conductus silábico coral a dos voces; en su texto se menciona el uso simultáneo de voces de hombres, niños e instrumentos musicales.

...
turba virilis et puerilis
...
Simul omnes gratulemus,
Resonet tympana,
Citharistae tangant chordas,
Musicorum organa
Resonet ad eius…
...
la asamblea de hombres y niños
...
Congratulémonos todos juntos,
Resuene el tympana (timbales),
Que los citaristas pulsen las cuerdas,
Resuene el organa
(la música de los organa)…

### Conductus polifónico
Es el tipo del que más ejemplos se han conservado, puede estar compuesto para dos, tres o cuatro voces. Los conducti polifónicos se diferencian de los primitivos, monofónicos, en que el cantus firmus incorpora texto litúrgico o profano de nueva creación, no uno ya existente, constituyendo el primer ejemplo en la música occidental de una composición original en su texto y melodía. Los conducti a dos voces son abundantes; ejemplos de los más antiguos y conocidos, son Congaudeant catholici del Códice Calixtino y Casta Catholica del Códice de las Huelgas.
Características:
- Una de las características más importantes de los conducti polifónicos es su estilo homofónico: en la Edad Media, conductus hacía referencia a la homofonía, todas las voces se cantan simultáneamente con la misma tesitura y el mismo texto.
- Es similar al organum paralelo o discanto, aunque difiere de él, en que la melodía principal, vox principalis, cantus firmus o tenor, es una composición original, tanto su música como el texto latino, mientras que el organum o discanto usaba una melodía existente basada en el repertorio gregoriano.

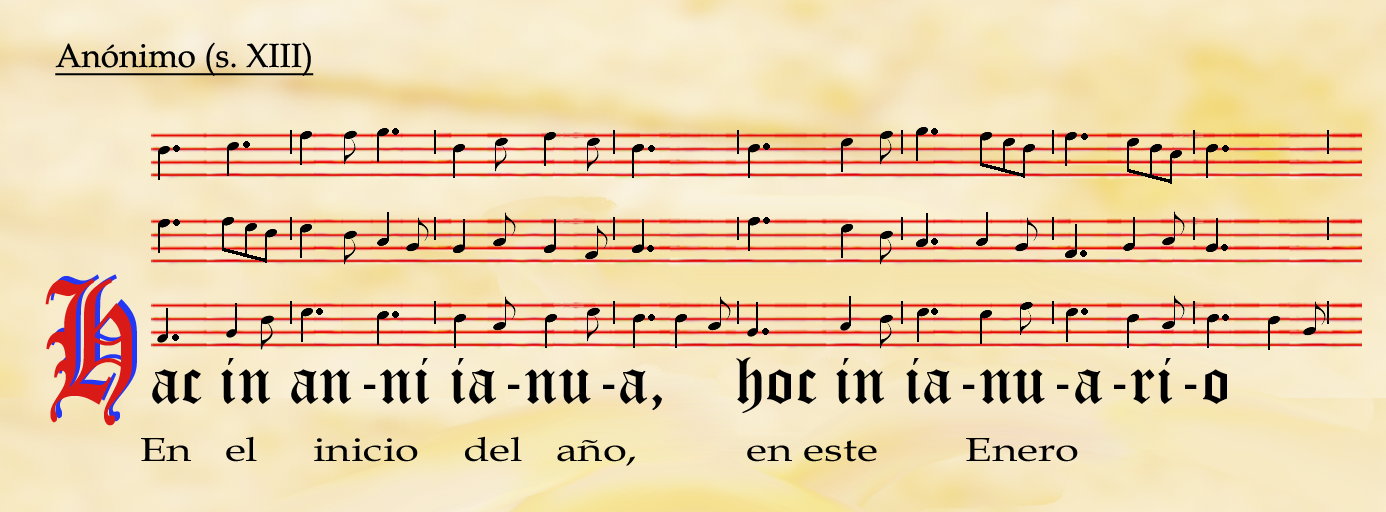
Conductus polifónico a tres voces Hac in anni ianua; autor: anónimo. Copia moderna.

### Conductus embellecido
Son conductus evolucionados que incluyen características comunes que pueden aparecer en los tipos principales.
El conductus melismático: frecuentemente los conductus incluyen melismas, generalmente largos, añadidos normalmente al final o en la última sílaba del conductus para embellecerlo.
Estructuras más habituales:
- abab ccc’dc’d efef
- aabccb bdbdbdbd eefggf
- ab ab ab ab.

Ejemplos:
- Quomodo cantabimus. Poema satírico atribuido a Philip el Canciller que critica las formas y maneras de los clérigos.

Manuscrito W1, Herzog August Bibliothek de Wolfenbüttel (Alemania). Códice Guelf. 628 Helmstadiensis.
- Ve mundo a scandalis del Manuscrito W1, Herzog August Bibliothek de Wolfenbüttel (Alemania).

Códice Guelf. 628 Helmstadiensis.
- In Rama sonat gemitus del Manuscrito W1, relata el exilio del arzobispo de Canterbury (Inglaterra), Herzog August Bibliothek de Wolfenbüttel (Alemania), Códice Guelf. 628 Helmstadiensis.

Multimedia: CPDL/Wiki, versión motete 1 voz a cappella y partitura: 
- Beata viscera Mariae virginia, conductus melismático de Perotin, ed. Thurson, pp. 124-125.

Manuscrito de St. Martial, París, Biblioteca Nacional, Lat. 1154.
Multimedia (Choral Wiki, versión motete 5 voces a cappella) Viscera (William Byrd)
- Ego reus confiteor, ejemplo de conductus melismático a tres voces, las dos inferiores utilizan fuentes antiguas (siglo XIII).

El conductus prosula: los conductus con una prosula que comparte la melodía con la cauda final del conductus, son conocidos como cunductus prosula.
El conductus embellecido o conductus con caudae: se conocen con este nombre conductus a los que se añaden secciones melismáticas sin texto, llamados cauda. La caudae se inserta habitualmente al comienzo o final del conductus, aunque pueden incorporarse en cualquier punto de su interior. Con esta característica, el conductus polifónico alcanza su máxima evolución y desarrollo.
Ejemplos:

Conductus
Austro terris influente
Congaudeant Catholici
Die Christi veritas

Quod promisit ab eterno
Relegentur ab area.
Caude o prosula
Minor natu filius
Die ista
Bulla fulminante
Veste nuptiali
Crucifigat omnes
Anima iuge lacrima.

## Compositores
La mayoría de los compositores de conductus eran anónimos.
- Magister Leoninus (siglo XII), de la Escuela de Notre Dame de París.
- Magister Perotinus (siglo XII), de la Escuela de Notre Dame de París.
- Magister Albertus Parisiensis, cantor de Notre Dame de París (aprox. 1147–†1173).
- Adán de San Víctor (siglo XII).
- Franco de Colonia (siglo XIII).
- Johannes de Garlandia (siglo XIII).
- Philippe Le Chancelier, canciller de la Universidad de París (1218–†1236).
- Adam de la Halle (1237–†1285/88).
- Jehannot de l'Escurel (¿?–†1304).
- John de Howden.
- Pedro de Blois.
- Walter de Chatillon.

## Composiciones
Ejemplos típicos, algunos de ellos del Códice Calixtinux (siglo XII), son:
- Veri floris, (De la flor verdadera) es el más característico, existen versiones a una, dos, tres y cuatro voces. (Madrid, Bibli. Nac. 20.486, fol 129, o en el manuscrito de San Martial, París — Biblioteca Nacional, Lat. 1154, Codex C 97).
- Veris ad imperia (Por el poder de la primavera), de estilo profano.
- Beata viscera Mariae virginia (Bendito vástago…), un bello ejemplo de conductus monofónico, monódico melismático, con música de Perotin (ed. Thurson, pág. 124-125) y texto de Felipe el Canciller, Manuscrito Wolfenbüttel 1099 (W2).
- Gaudens in domino, Leyendas de San Nicolás.
- Ludus Danielis, conductus silábico.
- Mundus vergens in defectum, conductus a 4 voces de la escuela de polifonía de Notre Dame, de contenido social y político de la Francia del siglo XII; Medici Library de Florence, ms F1 Mediceo-Laurenziana Pluteo 29.1, atribuido a Perotin.
- O mors que mordes omnia, planctus, conductus lamento, por la muerte de Felipe II de Francia en 1223.
- Verbum bonum et suave, conductus estrófico a dos partes, Manuscrito Wolfenbüttel 1099 (W2).

Además de los conductus litúrgicos, nos ha llegado un amplio repertorio de conductus de contenido social, que comentan las costumbres de la sociedad de la época y los abusos de los clérigos.
- Manuscrito de Florencia, siglo XIII, la mayor colección de temas diversos, (Biblioteca Medicea-Laurenziana, MS Pluteo 29.1).
- Códice Calixtino de Santiago de Compostela, siglo XII; su repertorio de polifonía incluye cinco importantes ejemplos de conductus, entre ellos:

- Veri floris (De la flor verdadera), siglo XIII, anónimo, un ejemplo típico, existen versiones a una, dos, tres y cuatro voces. (Madrid, Bibli. Nac. 20.486, fol 129).
- Veris ad imperia (Por el poder de la primavera), conductus de estilo profano con contenido social.
- Nostra phalanx plaudat leta, (Que nuestra tropa alabe alegre), conductus polifónico en discanto.

- Códice de las Huelgas, numerosos ejemplos y diversa nomenclatura: Conductus, Prosae, Benedicamus, etc.
- Manuscrito de St. Martial, París, Biblioteca Nacional, Lat. 1154, con una interesante colección de conductus (texto y música).

- Salvatoris hodie (a tres voces), de Perotin.
- Dum sigillum... (a dos voces), de Perotin.
- Beata viscera Mariae virginia, conductus monofónico melismático, con música de Perotin (ed. Thurson, pág. 124-125) y texto de Walter de Chatillon (siglo XII), Manuscrito Wolfenbüttel 1099 (W2), Alemania.

- Manuscrito MS 732bis/20 de la Biblioteca de Metz.

- Ave virgo virginum (siglo XIII), conductus polifónico, Francia.
- Premu dilatio.
- Ego reus confiteor, conductus a tres voces estrictamente melismático, totalmente sin letra, las dos inferiores basadas en fuentes antiguas (siglo XIII).
- Sursum corda, conductus polifónico a dos voces.

Conductus monofónicos
- Beata viscera Mariae virginia, s. IX, conductus monofónico melismático con música de Perotin (ed. Thurson, pág. 124-125) y texto de Walter de Chatillon (siglo XII), Wolfenbüttel 1099 (W2).
- Olim sudor herculis, conductus a una voz de Peter de Blois.
- Christus surrexit, conductus a una voz
- Códice Guelf. 628 Helmst., X, Wolfenbüttel, W1, Herzog August Bibliothek, Alemania.

- Quomodo cantabimus

- Ve mundo a scandalis
- In Rama sonat gemitas
- O Maria o Felix, dedicado a la Virgen María.

Conductus silábico
- Ludus Danielis.

Conductus melismático
- Ego reus confiteor, conductus a tres voces, las dos primeras de fuentes anteriores (s XIII).
- Mater patris et filia.

Conductus polifónicos

Conductus a dos voces o conductus doble
- Casta catholica, del Códice Las Huelgas.
- Cedit frigus, conductus Pascual, Monasterio de Ripoll.
- Salve virgo regia, del Monasterio de Ripio.
- Deus misertus.
- Gloria in excelsis.
- Sol sub nube latuit (El sol se ocultó en una nube), conductus a dos voces de la Natividad, siglo XV, Wolfenbüttel, Herzogl, Bibl. 677, fol. 110v-111.

- Sursum corda.
- Verbum bonum et suave.
- Salve sancta parens.

Conductus a tres voces
- Hac in anni ianua (al inicio del año), conductus homorrítmico, anónimo, siglo XIII.
- Naturas deus regulis, sobre la clerecía y la Virgen.
- O maria virginei, ejemplo típico de conductus a tres partes.
- Veni Creator.
- Serena virginum, conductus de Maitines medieval, termina con Benedicamus domino/Deo gratia.
- Salvatoris hodie, de Perotin.
- Quod promisit ab eterno (conductus) ... Crucifigat omnes (prosula), conductus con prosula por la toma de Jerusalén por los musulmanes en 1187, Códice de Las Huelgas.
- Verbum patris humanatur.

Conductus a cuatro voces
- Mundus vergens in defectu, crítica social de la Francia del siglo XII, atribuido a Perotin.
- Vetus abit litera.
- Ave nobilis venerabilis.

Conductus sin cauda
- Deus in adjutorium.

Conductus con cauda
- Austro terris influente (conductus), la parte Minor natu filius (cauda).
- Congaudeant catholici, la parte Die ista es la cauda, 1160, de Albertus Parisiensis de Notre Dame.

Ejemplo multimedia: Choral Wiki (versión motete a cappella, tres voces) catholici (anónimo)).
- O tocius Asie.
- Beata viscera, presenta caudae junto a un estribillo.
- Ave María, a dos voces del manuscrito de Florencia, presenta caudae en el inicio y final del conductus.

Conductus de procesión
- Resonet nostra domino caterva, conductus de procesión, Santiago de Compostela — vísperas de Santiago, Códice Calixtinus (siglo XII), anónimo.

Resonet nostra domino caterva,
Corde iocundo
...
Que resuene, para el Señor, nuestro coro,
Con corazón alegre.
...

Conductus para ensalzar Las Cruzadas
- Anni favor jubilei, ensalza la III Cruzada.

Conductus lamento
- Deus misertus, Lamentos sobre la política de Francia.
- Mentem Meam, por la muerte del Conde Berenguer IV.

Otros
- Ave virga decoris incliti, conductus polifónico, Worcester College 3.16, Oxford
- Cantu mirro, summa laude, conductus polifónico.
- Crucifigat omnes, del Códice de Las Huelgas.
- Dum sigilium summi patris, conductus polifónico a dos voces, de Perotin
- Exultemus et letemur, conductus polifónico.
- Fulget nicolaus, conductus polifónico.
- Gaudens in domino, Leyendas de San Nicolás.
- In rosa primula, conductus polifónico.
- Mater Dei, London Lambeth Palace 457, conductus polifónico.
- Mater ora filium, conductus polifónico.
- Minor natu filius, conductus polifónico.
- Mundum renovavit, conductus polifónico del Manuscrito Wolfenbüttel 1099 (W2).
- Nicholai presulis, conductus polifónico.
- Nicholaus pontifex, conductus polifónico.
- Novus presul prodiit, conductus polifónico.
- Omnia beneficia gaudia generancia, conductus polifónico.
- Paradisi porta, conductus polifónico.
- Pia mater, conductus polifónico, Manuscrito de Florencia.
- Posui adiotorum, Aleluya, conductus polifónico a tres voces, de Perotin.
- Presul nostri, siglo XV, de la Herzog August Bibliothek de Wolfenbüttel, Alemania, Bibl. 667, 65
- Salvatoris odie, conductus polifónico a tres voces, de Perotin.
- Sederunt, conductus polifónico a cuatro voces, de Perotin.
- Sponsa Dei, conductus polifónico, Catedral de Worcester, Librería Adicional 68.

Ejemplo multimedia: Choral Wiki (texto, música y partitura, Ave Virgo, sponsa Dei (Giovanni Croce), versión motete a cappella, 8 voces). Virgo, sponsa Dei (Giovanni Croce)
- Vi mundos a scandalis, conductus polifónico.
- Viderunt omnes, Leonin, conductus polifónico a cuatro voces.

Multimedia: Choral Wiki (texto, música y partitura, canto gregoriano) omnes (Gregorian chant)

## Discografía
- Legends of St. Nicholas, Medieval Chant & Polyphony de Anonyme IV, Harmonia Mundi
- Leonin / Perotin: Sacred Music from Notre-Dame Catedral, Naxos Classical Series: Early Music Collection, Catálogo n.º 8.557340, Barcode: 747313234028
- Duce Creature, Motets, rondels et conduits du XIIIe siècle de provenance anglaise Ensemble De Caelis, Laurence Brisset, dir., Studio SM, París 2000
- Compostella — Ad Vesperas Sancti Iacobi : Codex Calixtinus XIIe siècle — Conductus processionis: Resonet nostra domino caterva, Compositor: Anónimo (Classical), Featuring: Ensemble Organum, Record Label: Naive/Ambroisie
- Paris Expers Paris - École de Notre-Dame, 1170-1240, Diabolus in Musica, Antoine Guerber, Alpha Productions.
- Haec Dies, Easter at Notre Dame Paris, c1220; Les Six, MD3144, Move
- El Códice de las Huelgas (ss. XII–XIV). Coro de monjas del Monasterio de las Huelgas. Atrium Musicae.
- La Bele Marie: Songs to the Virgin from 13th-Century, Audio CD (13 de agosto de 2002), SPARS Code: DDD, Label: Harmonia Mundi Fr., ASIN: B00006ALAG , Listen to Samples